# Mauser MG 151
Le MG 151 (MG 151/15) était un canon automatique tirant des munitions de calibre 15 mm produit par la Waffenfabrik Mauser à partir de 1940. En 1941, il évolua pour tirer des obus de 20 mm et fut désigné MG 151/20. Ce canon fut largement utilisé sur un grand nombre de chasseurs, chasseurs-bombardiers, chasseurs nocturnes, avions d'attaque au sol et quelques bombardiers de la Luftwaffe durant la Seconde Guerre mondiale.

## Conception
Le canon automatique MG 151 est une arme d'avion d'un calibre de 15 mm, conçue par la Waffenfabrik Mauser en 1940. Pas assez puissant, il évolua en 1941 en MG 151/20 de 20 mm et constitua dès lors un des armements majeurs des avions de la Luftwaffe. 
Sa version de 15 mm fut montée sur les versions F du Messerschmitt Bf 109 mais malgré son évidente supériorité sur l'ancien MG FF, car plus précis grâce à sa plus grande vitesse initiale, et possédant une cadence de tir plus élevée et un emport en munitions supérieur du fait de son alimentation par bande métallique et non plus par tambour, on estima néanmoins rapidement qu'il manquait de puissance de destruction. L'arme fut donc revue pour accepter une munition de 20 mm (2 cm dans la nomenclature allemande). Les modifications étaient assez limitées, si bien que l'échange du canon et de quelques pièces permettait l'adaptation du MG 151 en MG 151/20. À partir de la fin 1943, seule la variante de 20 mm était encore en service.
Il fut par la suite adapté pour la mise à feu électrique des charges propulsives pour permettre le tir à travers le champ de l'hélice, principalement sur le Focke-Wulf Fw 190 avec ses deux canons de 151/20 situés à la base des ailes. Les obus explosifs furent fabriqués avec deux types de mélanges détonants, le PETN et H4A1, contenant du RDX et de l'aluminium. Ce dernier mélange fut utilisé aussi sous forme compressée, ce qui permettait de mettre 6 à 8 fois plus d'explosif dans l'obus standard. Les munitions incendiaires utilisaient, elles, du phosphore ou de la thermite. Certaines munitions furent dotées de fusées d'autodestruction (ZZ 1505) et de mélange traçant incandescent. Selon les statistiques de la Luftwaffe, il fallait une moyenne de 18 obus pour venir à bout d'un quadrimoteur de bombardement et seulement quatre pour un monomoteur de chasse.
Ce type de canon fut aussi utilisé par les autres forces aériennes de l'Axe : 
- En août 1943, 800 canons MG 151/20 furent acheminés au Japon par sous-marin, pour équiper 388 chasseurs Ki-61-I Hien[2] du Service aérien de l'Armée impériale japonaise
- La Regia Aeronautica utilisa aussi le MG 151/20 sur ses chasseurs Macchi C.205, Fiat G.55/56, et Reggiane Re.2005 qui utilisait aussi un moteur de fabrication allemande, le Daimler-Benz DB 605.

Après-guerre, beaucoup de canons MG 151/20 de l'ex-Luftwaffe furent récupérés d'épaves d'avions et recyclés sur des nouveaux appareils dans divers pays. L'Armée de l'air Française et l'Aviation légère de l'armée de terre [ALAT] l'utilisèrent en position fixe et orientable durant la guerre d'Algérie à 1957 sur leurs hélicoptères Piasecki H-21 et Sikorsky HSS-1. Les MG 151/20 produits par Matra furent montés sur des Alouette III utilisées en Rhodésie, au Portugal et Afrique du Sud.

## Variantes
- MG 151 version de 15 mm.
- MG 151/20 version de 20 mm à percussion.
- MG 151/20E version de 20 mm avec mise à feu électrique.

## Utilisateurs

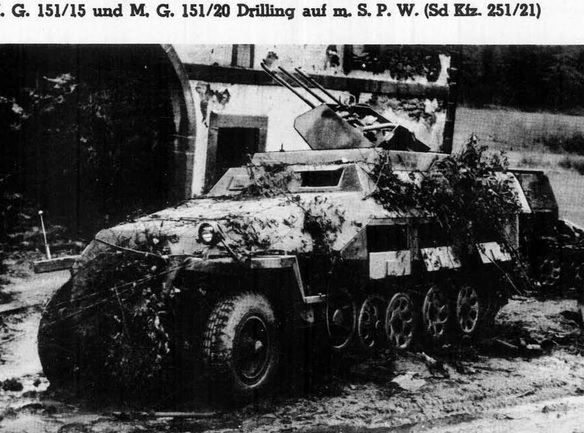
SdKfz 251/21 Drilling

- Dornier 217 N-2 - Chasseur nocturne
- Dornier Do 335 - Chasseur-bombardier
- Blohm & Voss P.194 - Attaque au sol / Bombardier tactique (asymétrique)
- Blohm & Voss BV 138 - Hydravion de reconnaissance
- Blohm & Voss BV 155 - Intercepteur de haute altitude (Prototype)
- Focke-Wulf Ta 152 - Chasseur
- Focke-Wulf Fw 189 - Avion de reconnaissance
- Focke-Wulf Fw 190 - Chasseur
- Focke-Wulf Fw 200 - Patrouilleur maritime / transport
- Heinkel He 111 - Bombardier
- Heinkel He 115 - Hydravion de reconnaissance
- Heinkel He 177 - Bombardier
- Heinkel He 162 - Intercepteur / Chasseur à réaction
- Heinkel He 280 - Chasseur à réaction (prototype)
- Henschel Hs 132 - Bombardier en piqué / chasseur à réaction
- Junkers Ju 88 - Chasseur-bombardier / chasseur nocturne
- Junkers Ju 90 - Patrouilleur maritime / transport
- Junkers Ju 188 - Bombardier / Torpilleur
- Junkers Ju 388 - Chasseur nocturne
- Junkers Ju 390 - Bombardier / Transport
- Messerschmitt Bf 109- Chasseur
- Messerschmitt Bf 110 - Chasseur lourd
- Messerschmitt Me 163 - Intercepteur à réaction
- Messerschmitt Me 210 -  Chasseur lourd
- Messerschmitt Me 262 - Chasseur-bombardier à réaction
- Messerschmitt Me 264 - Bombardier/Reconnaissance
- Messerschmitt Me 328 - Chasseur parasite à réaction (prototype)
- Messerschmitt Me 410 - Chasseur lourd
- Avia S-199 - Chasseur (adaptation tchécoslovaque du Messerschmitt Bf 109)
- SdKfz 251/21 Drilling SdKfz 251/21 - Véhicule blindé avec affut triple anti-aérien
- Savoia-Marchetti SM.79 - Bombardier-torpilleur
- Macchi C.205 - Chasseur
- Fiat G.55/56 - Chasseur
- Reggiane Re.2005 - Chasseur
- Kawasaki Ki-61 Hien - Chasseur
- IAR-80- Chasseur
- SNCASO SO.8000 Narval - Chasseur lourd aéronaval expérimental (après guerre)
- Piasecki H-21 - Hélicoptère (après guerre)
- Sikorsky HSS-1 - Hélicoptère (après guerre)
- Alouette III - Hélicoptère (après guerre)
- AMX-50 - Char lourd (après guerre).

## Munitions
| Désignation Luftwaffe                                  | Abréviation US | Masse projectile [gr] | Charge [gr]                                          | Vélocité [m/s] | Description |
| ------------------------------------------------------ | -------------- | --------------------- | ---------------------------------------------------- | -------------- | --- |
| Brandsprenggranatpatrone 151 mit L'spur ohne Zerleger  | HEI-T          | 113                   | 2,3 g HE (nitropenta) + 2,1 g incendiaire (elektron) | 705            | Traçante, sans retardateur, incendiaire, Tête hautement explosive. |
| Brandgranatpatrone 151                                 | Incendiaire    | 117                   | 6.6 à 7,3 g incendiaire (BaNO3+Al+Mg)                | ?              | Tête explosive et incendiaire. |
| Minengeschosspatrone 151 ohne L'Spur                   | HE             | 95                    | 18,6 g HE (nitropenta)                               | 805            | Tête hautement explosive, non traçante |
| Panzergranatpatrone 151 mit L'spur ohne Zerleger       | AP-T           | 117                   | Non (Remplie de Bakélite)                            | 705            | Perforante, non explosive, traçante, sans retardateur. Pénétration : 13 mm d'acier pour un angle d'impact max de 60 degrés, Portée utile :100 m                                                                                               |
| Panzerbrandgranatpatrone (Phosphore) 151 ohne Zerleger | API            | 115                   | 3,6 g incendiaire (WP)                               | 720            | Perforante et incendiaire, non détonante, sans retardateur. Pénétration : 3 à 15 mm d'acier. |
| Panzerbrandgranatpatrone (Elektron) 151 ohne Zerleger  | API            | 117                   | 6,2 g incendiaire (Elektron)                         | 695            | Perforante et incendiaire. Optimisée pour le mitraillage des bateaux non blindés. Sans retardateur. Pénétration : 15 mm d'acier pour un angle d'impact max de 75 degrés, Portée utile : 100 m . Détonation après pénétration de 4 mm d'acier. |

## liens Externes
- (en) German MG 151, rapport américain sur les deux calibres (1943)